# Great Australian Bight Marine Park

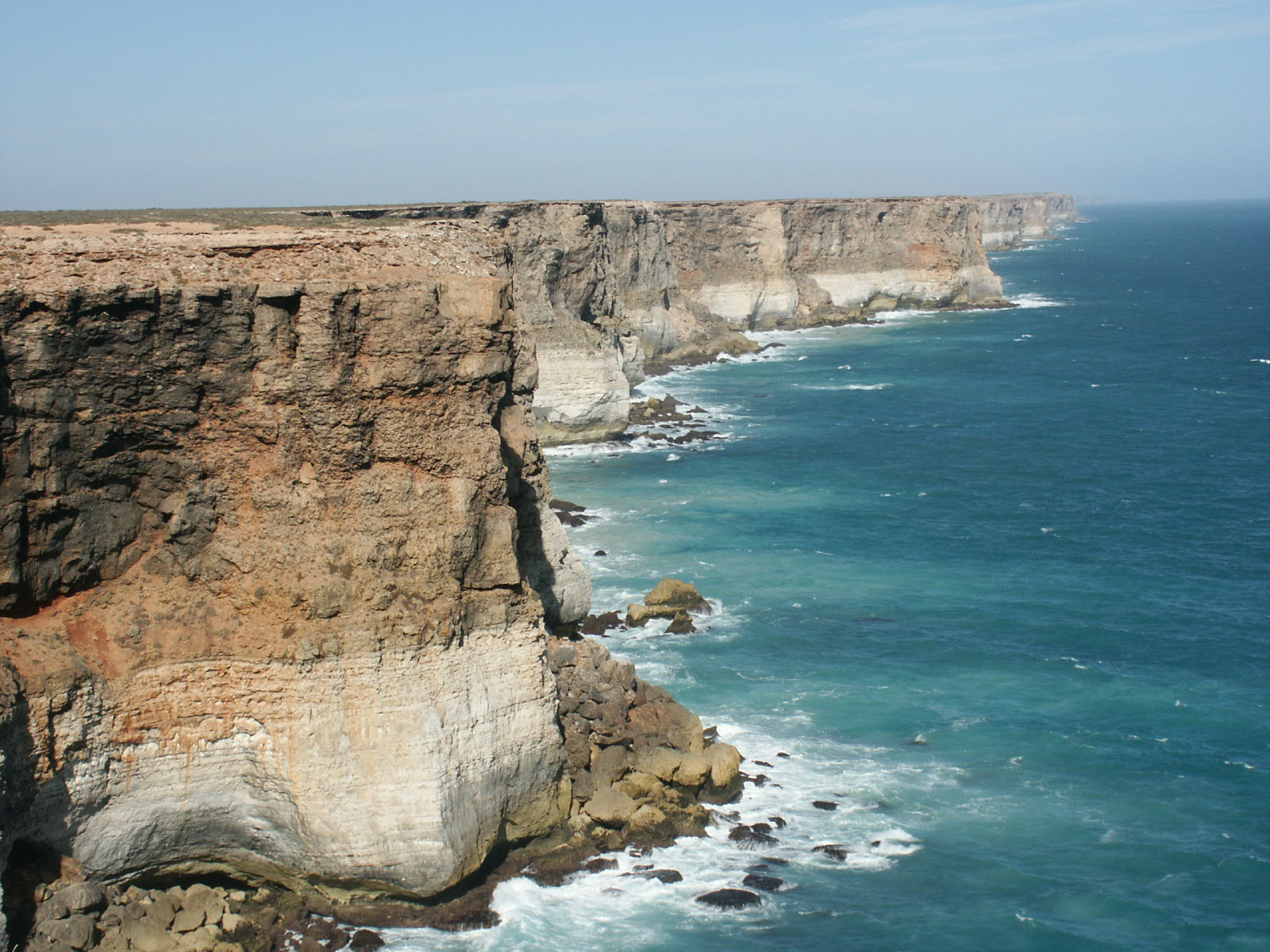
Great Australian Bight Marine Park

Der Great Australian Bight Marine Park war ein Meeresschutzgebiet, das sich an der Küste von South Australia befand und 918 Kilometer westlich von Adelaide lag. Das 21.500 Quadratkilometer große und 1995 gegründete Schutzgebiet begann 200 Kilometer westlich von Ceduna und erstreckte sich entlang der Küste der Großen Australischen Bucht bis zur Grenze von Western Australia. Der Marine-Park umfasste sowohl das Meeresgewässer als auch den Kontinentalschelf bis in einer Tiefe von 1000 Meter.
Die Südgrenze des Parks wurde über weite Strecken vom Breitengrad 31° 47’ S gebildet, der ungefähr der 12-Meilen-Zone entspricht. In seiner Mitte ist aber ein 200 Seemeilen (370 Kilometer) nach Süden reichender und 20 Seemeilen breiter Meeresstreifen ebenfalls geschützt, so dass das Schutzgebiet eine T-Form hatte. Ein drei Seemeilen breiter Streifen entlang der Küste im Norden war unter Verwaltung von South Australia, der Rest wird vom Commonwealth verwaltet.
Ende 2012 wurden die Schutzgebiete in neue Reservate integriert.

## Geschichte
Im Januar 1627 segelte der Niederländer Pieter Nuyts auf der Gulde Zeepaard entlang der Küste. Später kam Joseph Bruny d’Entrecasteaux im Dezember 1792 mit den Segelschiffen La Recherche („die Suche“) und L'Esperence („die Hoffnung“) in dieses Gebiet.
Die ersten kommerziellen Aktivitäten in diesem Meeresgebiet erfolgten durch Wal- und Robbenfang um 1800, die nach 1845 wegen zu geringer Fangerträge unbedeutend wurden. Ab 1931 wurden die Wale im Gebiet von South Australia unter Schutz gestellt. Befischt wird auch der Southern Rock Lobster (Jasus edwardsii).
Im Juni 1995 erklärte die Regierung von South Australia 430 km² zum Walschutzgebiet. 1996 wurden weitere 1240 Quadratkilometer unter Schutz gestellt und das ganze Gebiet zum Marine Park erklärt. 1998 wurden von der Bundesregierung südlich an den Marine Park angrenzend weitere 19.395 Quadratkilometer als Marine Park unter Schutz gestellt.
Im November 2012 wurde der Great Australian Bight Marine Park (Commonwealth Waters) in das Great Australian Bight Commonwealth Marine Reserve integriert. Das neu geschaffene Meeresschutzgebiet umfasst 45.926 Quadratkilometer. Seit 2012 wird das Meeresschutzgebiet des Staats South Australia vom 1690 Quadratkilometer großen Far West Coast Marine Park überlagert.

## Naturschutz
Es gibt verschiedene Zonen mit verschiedenen Schutzobjekten, verschiedenen erlaubten Aktivitäten und verschiedenen Managementplänen.
Das Gebiet entlang der Küste schützt vor allem den Australischen Seelöwen und die Südkaper-Wale, während im nach Süden verlaufenden Tiefseestreifen der Schutz des Benthos im Vordergrund steht. Der Schutzpark zählt eine sehr reichhaltige Meeresfauna mit unterschiedlichsten Meerestieren wie Rotalgen, Seescheiden, Moostierchens, Weichtiere und Stachelhäutern. Viele dieser Spezies sind endemisch.
Das hohe Nahrungsangebot, das zahlreiche Tiere in die Schutzzone lockt, resultiert aus dem Zusammentreffen der warmen tropischen Wasser von Western Australia und den kalten Wasser von Southern Australia.

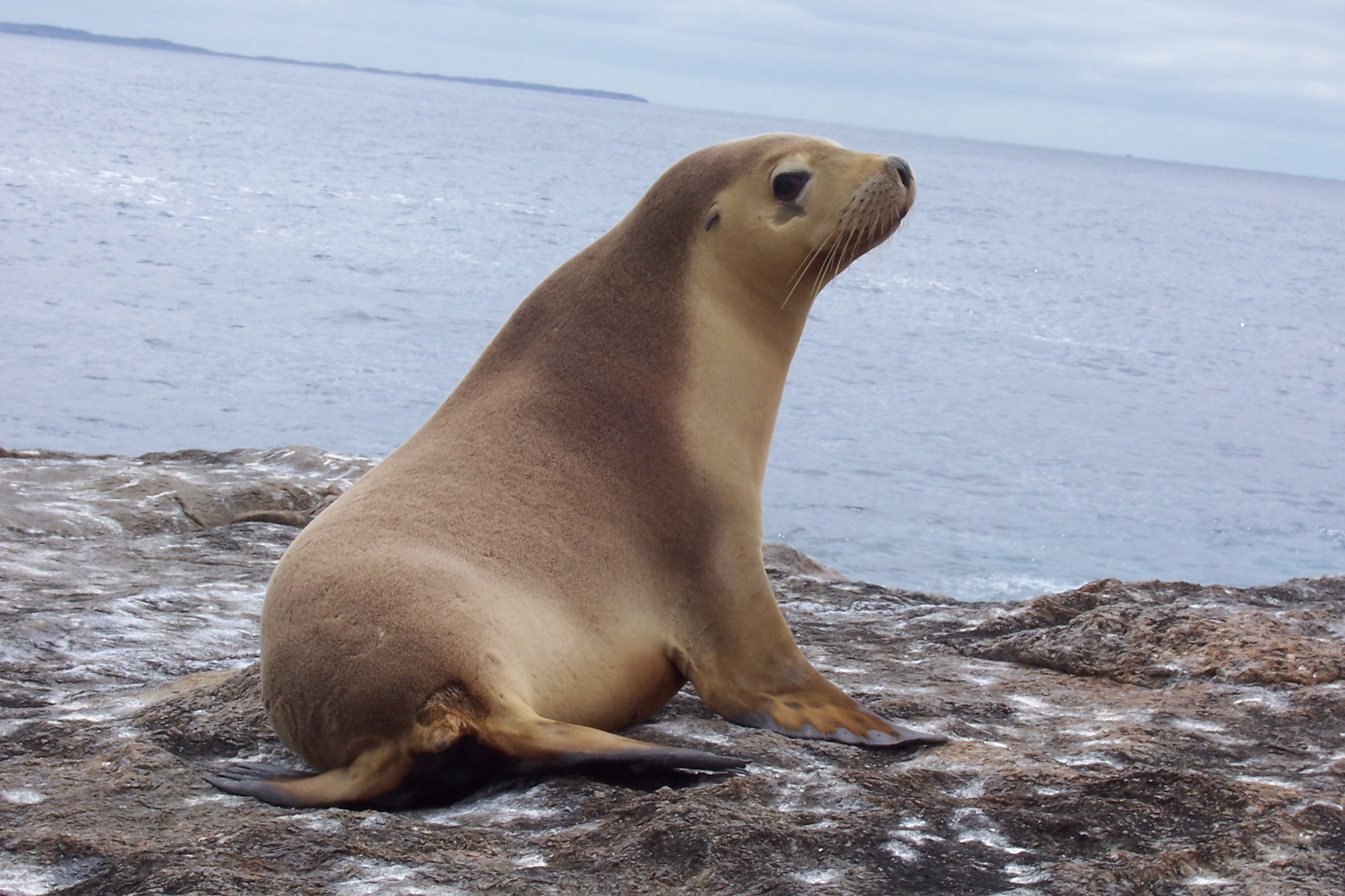
Australischer Seelöwe
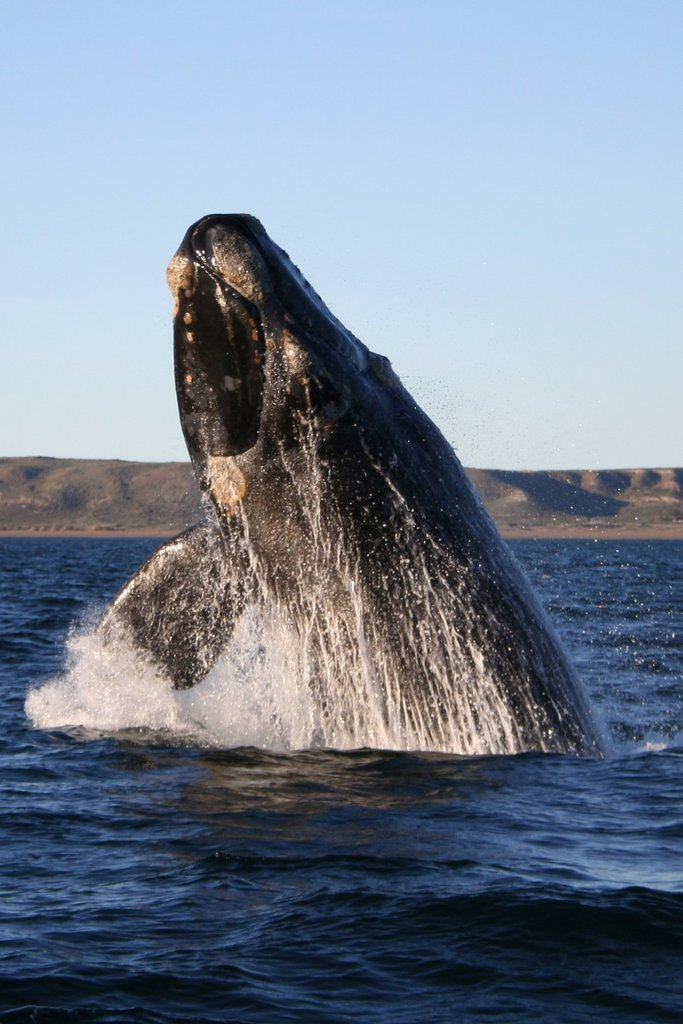
Südkaper
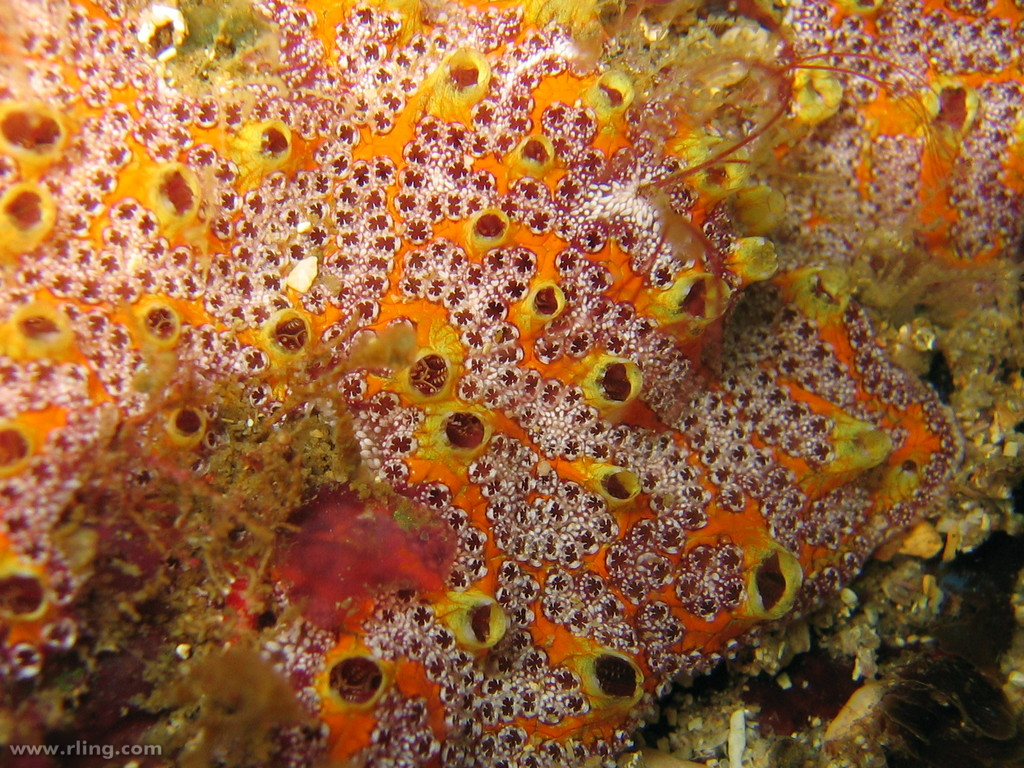
Seescheide
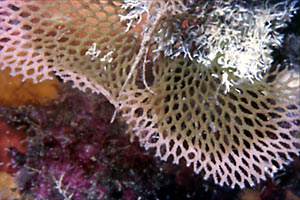
Moostierchen